# Oryzomys antillarum
Oryzomys antillarum, también conocido como la rata jamaiquina del arroz, es un roedor extinto de Jamaica. Un miembro del género Oryzomys dentro de la familia Cricetidae, es similar a Oryzomys couesi de la parte continental de América Central, de donde pudo haberse dispersado a la isla durante el último período glacial. El O. antillarum es común en las faunas de las cavernas subfósiles, donde se encontraron tres especímenes vivos en el siglo XIX. Algunos registros históricos de ratas jamaiquinas pueden pertenecer a esta especie. La especie probablemente se extinguió a finales del siglo XIX, quizás debido a la introducción de la pequeña mangosta asiática, la competencia con roedores introducidos como la rata parda y la destrucción del hábitat.
El Oryzomys antillarum era una rata de tamaño mediano, similar en muchos aspectos a Oryzomys couesi. La longitud de la cabeza y el cuerpo era de entre 120 a 132 mm y el cráneo tenía unos 30 mm de largo. Las partes superiores eran rojizas y graduadas a amarillo en las partes inferiores. La cola era aproximadamente tan larga como la cabeza y el cuerpo, de cabello esparcido, y más oscuro por encima que por debajo. Las especies se diferenciaron del O. couesi por tener huesos nasales más largos, agujeros incisivos más cortos (perforaciones de la parte anterior del paladar) y arcos cigomáticos más robustos (pómulos).

## Taxonomía
En su monografía de 1877 sobre roedores norteamericanos, Elliott Coues mencionó que había dos ejemplares de Oryzomys de Jamaica en las colecciones del Museo Nacional de los Estados Unidos (USNM). Según Coues, los especímenes eran similares a la rata de arroz de pantano (Oryzomys palustris) de los Estados Unidos, pero de color diferente. Aunque escribió que representaban probablemente una forma separada, él se abstenía de dar un nombre científico a ellos debido a la posibilidad que la forma había recibido ya un nombre que él no conocía. La especie primero fue formalmente descrita por Oldfield Thomas en 1898 basado en un espécimen que había estado en el Museo de Historia Natural de Londres desde 1845. Él lo reconoció como una especie separada de Oryzomys, Oryzomys antillarum, pero escribió que estaba relacionado con O. couesi. Thomas sospechaba que la especie ya estaba extinguida en Jamaica, pero que aún podía encontrarse una rata de arroz similar en el interior inexplorado de Cuba o La Española.
Revisando los Oryzomys de América del Norte en 1918, Edward Alphonso Goldman mantuvo al O. antillarum como una especie separada, pero admitió que era tan similar al continental O. couesi que pudo haber sido introducido en Jamaica. En 1920, Harold Anthony informó que los restos de O. antillarum eran comunes en las cuevas costeras, lo que sugiere que la especie había sido previamente una parte importante de la dieta de la lechuza común (Tyto alba). En 1942, Glover Morrill Allen dudó si era incluso una especie distinta y en 1962, Clayton Ray, que examinó numerosos especímenes de cuevas, estuvo de acuerdo y lo mantuvo como sólo una "subespecie débilmente diferenciada" del Oryzomys palustris (que entonces incluía O. couesi y otras formas mexicanas y centroamericanas), Oryzomys palustris antillarum. Philip Hershkovitz llegó a la misma conclusión en un artículo de 1966. Después de que la O. couesi de México y Centroamérica se clasificara de nuevo como una especie distinta de la rata de arroz de pantano (O. palustris) de los Estados Unidos, la forma jamaicana llegó a ser considerada como una subespecie de la primera, Oryzomys couesi antillarum.
En una revisión en 1993, Gary Morgan restableció al animal como una especie distinta estrechamente relacionada con O. couesi, citando un artículo inédito de Humphrey, Setzer y él mismo. Guy Musser y Michael Carleton, escribiendo para la tercera edición del 2005 de Mammal Species of the World, siguieron clasificando la forma jamaicana como parte de O. couesi, pero sin hacer referencia a Morgan.  Sin embargo, en una revisión en 2006 de los contenidos de Oryzomys, Marcelo Weksler y sus colegas mencionaron a O. antillarum como una especie separada, citando a Morgan, y en un documento de 2009 sobre Oryzomys Carleton y Joaquín Arroyo-Cabrales hicieron lo mismo.
Según la clasificación de Carleton y Arroyo-Cabrales, la Oryzomys antillarum es una de las ocho especies del género Oryzomys, que habita desde el este de los Estados Unidos (O. palustris) hasta el noroeste de América del Sur (Oryzomys gorgasi). La O. antillarum forma parte de la sección del O. couesi, que se centra en el amplio O. couesi centroamericano y también incluye varias otras especies con distribuciones más limitadas y periféricas.  Muchos aspectos de la sistemática de la sección de O. couesi siguen siendo poco claros y es probable que la clasificación actual subestima la verdadera diversidad del grupo. Oryzomys incluía anteriormente muchas otras especies, que fueron eliminadas progresivamente en varios estudios que culminaron en el trabajo de 2006 de Weksler y colegas, que excluyó más de cuarenta especies del género. Todos están clasificados en la tribu Oryzomyini ("ratas de arroz"), un conjunto diverso de roedores americanos de más de un centenar de especies,  y en los niveles taxonómicos más altos en la subfamilia Sigmodontinae de la familia Cricetidae, junto con cientos de otros especies de roedores principalmente pequeños.

## Descripción
Oryzomys antillarum era un roedor de tamaño mediano, aproximadamente tan grande como O. couesi. Según la descripción de Thomas, las partes superiores eran rojizas, ligeramente más brillantes en la garupa y más grisáceas en la cabeza. El color de las partes superiores se clasificaba en el de las partes inferiores, que eran amarillentas. Los pelos de las partes inferiores eran grisáceos en las bases. Las pequeñas orejas eran negras en el exterior y amarillas en el lado interno y las superficies superiores de las manos y los pies eran blanquecinas. La cola estaba casi desnuda y era de color marrón claro por encima y más claro por debajo. Goldman escribió que los especímenes en el USNM eran bastante más rojizos, pero su color se pudo haber alterado porque habían sido preservados en alcohol. Coues había descrito estos como marrón oxidado por encima y lavado con el mismo color de abajo.  Andrew Arata comparó los especímenes USNM con ejemplos de la subespecie rojiza de la rata de arroz de pantano, Oryzomys palustris natator, para Ray y encontró que eran más rojizos que incluso los animales más fuertemente coloridos de la Florida.
| espécimen        | Largo total | Cabeza y cuerpo | Cola | Pie de Pie | Oreja  |
| ---------------- | ----------- | --------------- | ---- | ---------- | ------ |
| BMNH 45.10.25.48 | 260         | 130             | 130  | 28         | 13     |
| USNM 38299       | 228         | 120             | 108  | 30         | –      |
| USNM 38300       | 253         | 132             | 121  | 30         | ?12–15 |

El cráneo era generalmente similar al de Oryzomys couesi, como eran los dientes.  Era robusto y tenía crestas supraorbitales bien desarrolladas (localizadas por encima de los ojos) en la cintura. El hueso interparietal, parte del techo de la cintura, era pequeño y estrecho. El paladar óseo se extiende más allá de los terceros molares. Los huesos nasales se extienden más atrás que los premaxilares, mientras que estos huesos son usualmente cósmidos en O. couesi. En promedio, los agujeros incisivos, que perforan la parte anterior del paladar, eran más cortos que en O. couesi. El arco cigomático (pómulo) parece haber sido mejor desarrollado en O. antillarum.
En los tres especímenes modernos y en numerosos especímenes de la cueva, la longitud condilobular (una medida de la longitud del cráneo) varía de 28.9 a 31.2 mm (un espécimen moderno y dos cueva solamente), la longitud del paladar óseo de 13.0 a 17.8 mm, ancho de la región interorbitaria (situada entre los ojos) de 4,78 a 6,33 mm, longitud de los agujeros incisivos de 5,1 a 6,6 mm, longitud de la corona de los molares superiores de 4,36 a 5,20 mm y la longitud de la corona de los molares inferiores de 4,80 a 5,39 mm.

## Historia

### Origen y registros de subfósiles

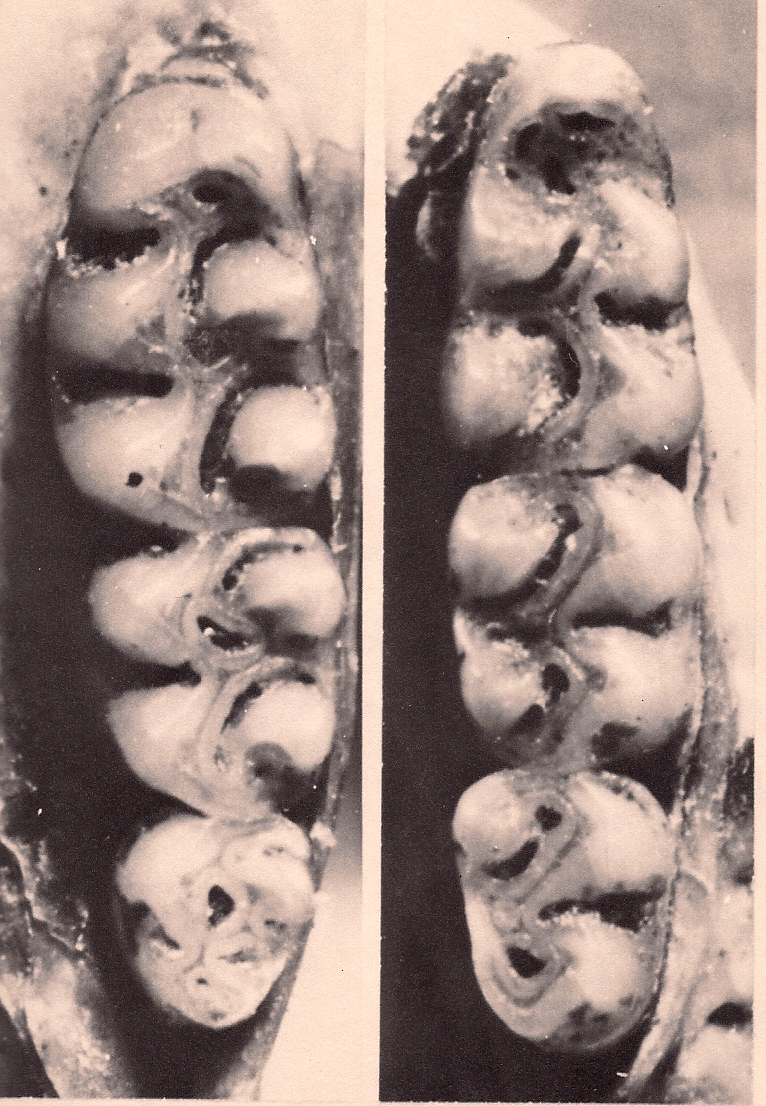
Los molares superior (izquierda) e inferior (derecha) del holotype de Oryzomys antillarum

El registro más antiguo de Oryzomys antillarum se encuentra en la cueva Drum en el sistema de Cuevas de Jacksons Bay, donde se encontró en un estrato datado con radiocarbono entre 10,250 y 11,260 años antes del presente según un estudio de 2002. Está presente en varios otros sitios sin fecha que son anteriores a la colonización humana de la isla, alrededor de 1,400 años antes del presente. Sin embargo, un sitio (Wallingford Roadside Cave) del último interglacial, el Interglaciar Riss-Würm, contiene solamente los roedores Hystricognathi, Clidomys y Geocapromys browni y carece de Oryzomys. La presencia de la rata de arroz en Jamaica antes de la llegada de los humanos refuta la hipótesis de que fue introducida; en cambio, debe haber llegado a la isla por dispersión de agua a través de un evento de rafting, probablemente hace menos de 125.000 años. Durante el último período glacial, los bajos niveles del mar habrían expuesto mucha tierra entre Jamaica y Centroamérica, disminuyendo sustancialmente la distancia necesaria para que el antepasado de O. antillarum llegue a la isla y probablemente influya en las corrientes marinas para que las balsas de vegetación de América Central tendría más posibilidades de llegar a Jamaica. Las especies de Oryzomys son semiaquáticas y están estrechamente asociadas con el agua, lo que puede ayudar a explicar la ocurrencia del género en Jamaica. La rata de arroz se ha encontrado en muchos depósitos superficiales, tardíos de la cueva del holoceno, algo de los cuales se han radiocarbonado datado dentro de los últimos 1.100 años. Sus restos también ocurren en algunos sitios arqueológicos amerindios. De su ocurrencia común y extensa en cuevas, Ray sugirió que la rata del arroz ocurrió en muchos diversos hábitat antes del contacto europeo. O. antillarum fue el único roedor sigmodontino en cualquiera de las Antillas Mayores, donde la fauna de roedores, de otra forma, consiste únicamente en hystracógenos y roedores introducidos.

### Registros históricos
Aunque hay algunos  registros históricos de las ratas de Jamaica, muy poco se encuentra en ellos con respecto a la Oryzomys antillarum, tal vez porque la especie declinó rápidamente después de la colonización europea de la isla y porque los primeros autores no la distinguieron de los roedores introducidos como:la rata marrón, Rattus norvegicus y el ratón de la casa, Mus musculus). Patrick Browne, en su obra Historia Civil y Natural de Jamaica de 1756, describió una "Casa y Caña-Rata", un "Ratón" y una gran "Rata de Agua", que dijo que habían sido introducidos en la isla y se hacen muy comunes allí.

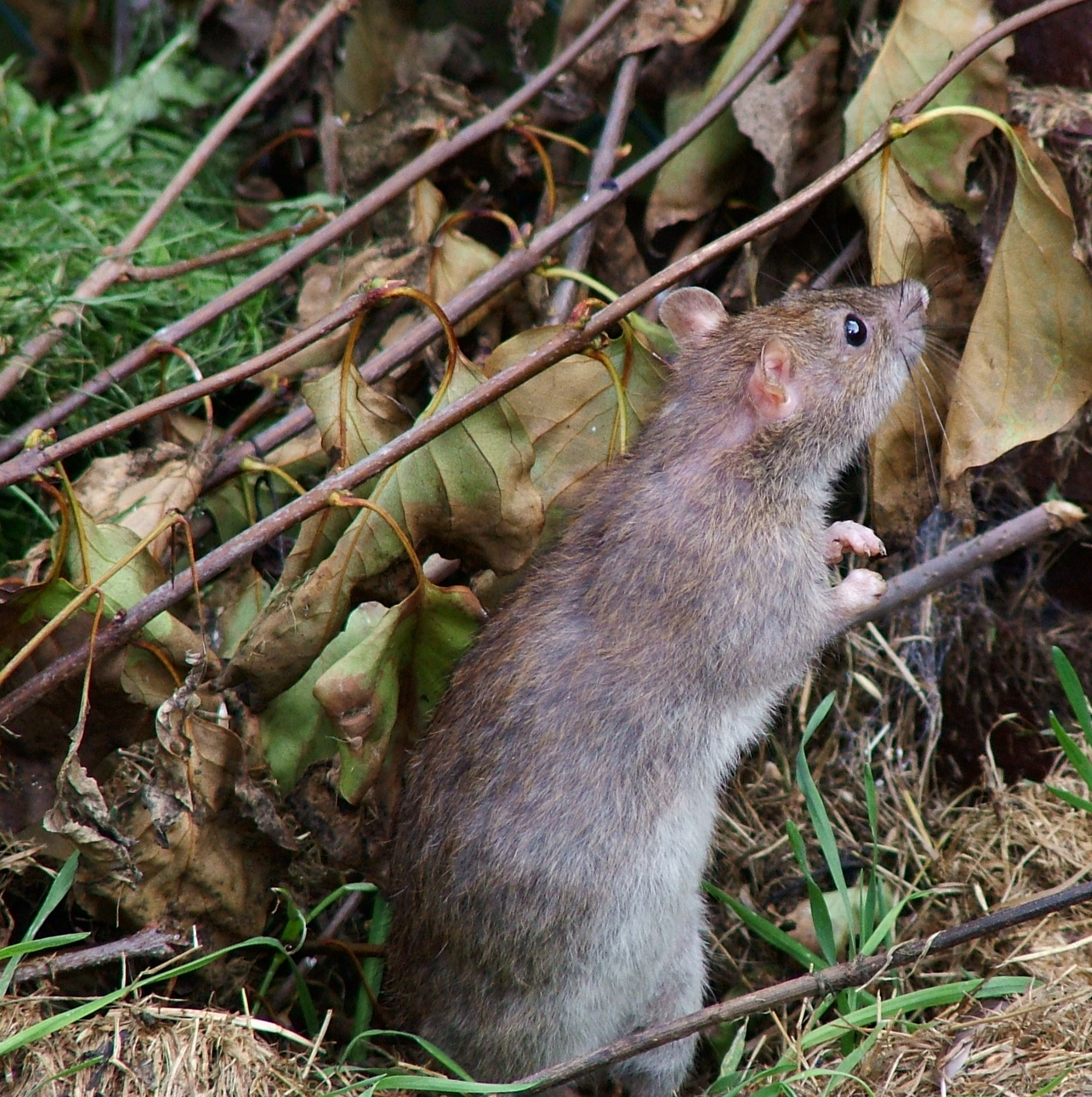
La rata parda (Rattus norvegicus) pudo haber contribuido a la extinción de Oryzomys antillarum.

En su Historia de Jamaica (1774), Edward Long reconoció a cuatro ratas jamaicanas: "Rata de Agua" de Browne, llamada "rata de Charles Price", que Long consideraba idéntica a la rata de agua europea (Arvicola); la "casa-rata negra", que se dice que fue traída de Inglaterra; y dos eran indígenas. La más grande era una "rata de caña" grisácea y la más pequeña era una "rata de campo" rojiza tan grande como el lunar inglés (el topo europeo, Talpa europaea). Ray consideró que el último puede haber sido simplemente el ratón de la casa, ya que el tamaño de un lunar Inglés sería demasiado pequeño para Oryzomys.
En La estancia de un naturalista en Jamaica (1851), Philip Henry Gosse enumeró la rata negra y marrón y el ratón de la casa, así como la "rata de la caña", que él describió como Mus saccharivorus y considerado como probablemente idéntica a la "Rata de Agua" de Browne ya la Rata de Charles-precio de Long. También mencionó las dos especies que Long había catalogado como indígenas. Thomas y Ray afirmaron que esta "rata de caña" era muy probablemente una rata parda, según se juzgó por sus medidas. Gosse escribió que un explorador temprano, Anthony Robinson, había descrito y representado esta especie en un manuscrito inédito, sobre la base de un espécimen de 20 pulgadas (51 cm) de largo, la mitad de que consistía en la cola. Ray no pudo examinar el manuscrito de Robinson, pero sugirió que la rata de Robinson no podría haber sido la rata parda, porque esa especie no llegó a las Américas hasta alrededor de 1800, y en su lugar podría haber sido O. antillarum.

### Extinción
El Oryzomys antillarum probablemente se extinguió alrededor de la década de 1870 y actualmente está listado como tal por la Lista Roja de la UICN. Su desaparición se atribuye generalmente a la pequeña mangosta asiática (Herpestes javanicus), que fue introducida a Jamaica en 1872, y a veces también a otras especies introducidas de Rattus. Ray, por otra parte, argumentó que el impacto de la mangosta había sido sobrevalorado. En cambio, sugirió que el Oryzomys antillarum pudo haber sido afectado por los cambios ambientales masivos que ocurrieron en la isla después de la toma de posesión británica en 1655. En ese período, la mayor parte de la isla llegó a ser utilizada para el cultivo, de modo que el hábitat nativo de Oryzomys fue destruido. Así, Oryzomys fue reducida debido a la competencia con las ratas introducidas en los hábitats artificiales, a los cuales estas últimos están bien adaptadas. Tal vez, escribió Ray, la rata negra no pudo haber extirpado a Oryzomys, pero la rata marrón, un invasor posterior y más asertivo, la llevó a la extinción. Los gatos y los perros que se apoderan de Oryzomys también pueden haber contribuido a su desaparición.